# Прапор Радушного
Хоругва Радушного — один з офіційних символів селища міського типу Радушне Криворізького району Дніпропетровської області.

## Опис
Прямокутне полотнище з співвідношенням сторін 1:2 складається з двох рівновеликих горизонтальних смуг жовтого і зеленого кольорів. На жовтій смузі біля древка герб селища, обрамлений двома зеленими дубовими гілками з зеленим листям і жовтими жолудями, перев'язаними жовто-зеленою стрічкою. Під стрічкою напис зеленими літерами "РАДУШНЕ".